# Misumena nigromaculata
Misumena nigromaculata là một loài nhện trong họ Thomisidae.
Loài này thuộc chi Misumena. Misumena nigromaculata được J. Denis miêu tả năm 1963.